# Big Eyes, Small Mouth
Big Eyes, Small Mouth (BESM) — це настільна рольова гра, що створена компанією Guardians of Order у 1997 році для імітації динаміки аніме та манґи. Назва відсилає до типового стилю малювання аніме, де персонажі мають великі очі та маленькі роти. 
Станом на 2022 рік гра має 4-ту редакцію, випущену Dyskami Publishing Company / Japanime Games.

## Ігрова механіка
BESM використовує універсальну рольову систему Tri-Stat dX («Три-стат»), яка теж була розроблена компанією Guardians of Order. Як і всі універсальні системи, вона містить правила, що дозволяють адаптувати її під різні жанри та сетинги, змішуючи персонажів із разнних серій. «Tri» у назві означає три показники, які називають Статами (англ. Stat, досл. «статистика»), а «dX» — те, що правила працюють із будь-якими базовими кістками. BESM використовує систему Tri-Stat d6 – тобто звичайні шестигранні кубики. 

### Створення персонажу
Гравці кидають два шестигранні кубики, додають 10 до отриманого результату, а потім розподіляють суму між трьома основними Статами:
- Тіло (англ. Body) — охоплює фізичні аспекти персонажа: показники здоров’я, сили, витривалості, швидкості реакції, регенерації, спритності та больовий поріг.
- Розум (англ. Mind) — визначає ментальні аспекти персонажа: інтелект, кмітливість, винахідливість.
- Душа (англ. Soul) — включає духовні та метафізичні риси персонажа: удачу, харизму, силу волі, емпатію, сприйняття навколишнього середовища.

Ці параметри використовуються для перевірки всіх дій. Окрім цього, персонаж має ряд вторинних характеристик, що відбувається за системою пойнт-бай (англ. point buy, досл. «покупка за очки») — отримання додаткових Очок персонажа (Character Points) на розвиток компенсується придбанням вад (недоліків) або накопиченням досвіду під час гри. 
Атрибути (англ. attributes) — це конкретні здібності, навички або властивості, які надають персонажам унікальності, наприклад: зброя, акробатика, телепортація, екзорцизм, польоти, зцілення тощо. Вони можуть бути як позитивними, так й негативними (наприклад, ваш персонаж легко відволікається). У деяких атрибутів є також налаштування Покращень (Enhancements) та Обмежень (Limiters) для балансу. 
Недоліки (англ. Defects) — це негативні риси або обмеження, з якими ваш персонаж змушений миритися. Вони створюють чудові та кумедні можливості для рольової гри. Недоліки мають обмежено ускладнювати життя персонажа і не повинні повністю нівелювати його інші здібності. Недоліки мають негативну вартість у Очках персонажа, тобто повертають певну кількість Очок у залежності від того, наскільки сильно недолік впливає на життя персонажа.

## Перша редакція BESM
Перша редакція гри, розроблена Марком С. Маккінноном, було випущене компанією Guardians of Order у 1997 році. Невдовзі після цього творець настільних ігор Девід Л. Павер почав створювати додаткові матеріали до цієї досить простої гри, додавши докладну систему створення мехів у книзі Big Robots, Cool Starships. Систему навичок було додано в наступній публікації — книзі під назвою Hot Rods & Gun Bunnies. Тим часом Маккіннон та його колеги використовували систему BESM (яку згодом почали називати "Tri-Stat System") як основу для ліцензійних ігор за мотивами аніме, зокрема Сейлор Мун, Dominion: Tank Police, Demon City Shinjuku та Tenchi Muyo!

### Відгуки
У січневому випуску журналу Dragon за 1998 рік (випуск №243) Рік Свон (Rick Swan) скептично оцінив Big Eyes, Small Mouth, назвавши її «спрощеною грою початкового рівня». Він зазначив, що правила здебільшого зосереджені на створенні персонажів і майже немає матеріалу про світ, планів кампанії чи порад для ведення гри, тож це радше вступ до рольових ігор, ніж повноцінна гра, готова до використання. 
Однак уже в березневому випуску Dragon (№245), Лестер Сміт (Lester Smith) дав грі схвальну оцінку:«У хобі, де занадто часто ігри випускають без чіткого уявлення про свою тему чи цільову аудиторію... BESM виділяється як приклад продукту, що добре розуміє, що і для кого він створений.»  Єдиною його критикою було питання зброї: оскільки в грі немає штрафів за використання найпотужнішої зброї, яка завдає найбільше шкоди. Також він попередив, що бій може затягнутись, якщо обидва персонажі мають високий рівень захисту.

## Друга редакція BESM
У 2001 році вийшла друга редакція BESM з анонсованим оновленням й отримало дуже позитивні відгуки. BESM провела ребалансування вартості очок за атрибути, також було переписано багато правил і здібностей, щоб зробити їх зрозумілішими та простішими для сприйняття. Пізніше вийшла оновлена версія книги, яка включала виправлення помилок за три роки, а також механіку з різних жанрових доповнень.
З того часу аніме-ліцензії, які отримала компанія Guardians of Order, також почали використовувати правила BESM. Замість випуску окремих ігор, як це робилося раніше, видавець почав публікувати так звані "Ultimate Fan Guides". Компанія отримала ліцензії на популярні серіали того часу: Slayers, Utena, Niea Under 7, Hellsing та інші.
Також компанія Guardians of Order почала видавати власні мета-сетинги, такі як Cold Hands, Dark Hearts (альтернативна World of Darkness для отаку), Uresia (сеттинг у стилі Dungeons and Dragons) та Centauri Knights (космічна опера). 

## Ultimate Fan Guides
Починаючи з другої редакції 2001 року, компанія Guardians of Order змінила свою попередню практику створення окремих настільних ігор для аніме-серій, на які вона отримувала ліцензії. Був запроваджений випуск лінійки Ultimate Fan Guides (Повні посібники для фанатів) — серії доповнень до BESM, які поєднували інформацію про епізоди, персонажів і теми аніме з ігровими характеристиками та правилами для гри за цими серіями.
Серія Ultimate Fan Guide була суперечливо сприйнята серед шанувальників BESM. Хоча ці книги зазвичай були добре оформлені і майже завжди містили багато кольорових сторінок зі статичними кадрами з відповідного аніме, багато фанатів вважали, що інформація в окремих гайдах була неповною або ненадійною. Крім того, траплялися редакційні помилки, які призводили до незручних пропусків у змісті. 
Багато аніме-серій, які вперше отримали настільну адаптацію у вигляді Ultimate Fan Guides, пізніше також були адаптовані для версії Big Eyes, Small Mouth на основі системи d20. Наприклад, гайди по аніме Slayers (Рубаки) були переопрацьовані в окрему d20-гру під назвою The Slayers d20.  Через ліцензійні обмеження, трьохтомне видання гайдів BESM по Slayers не містить жодної інформації з офіційних посібників, ранобе, фільмів та OVA – лише те, що було показано у телесеріалу. Це значно спрощує та спотворює сетинг, систему магії, виключає популярних героїв (наприклад, Нагу Зміюку), багатьох істот та локацій. І так можна сказати про більшість франшиз Ultimate Fan Guides. 

## d20 редакція
У 2003 році вийшла версія BESM, адаптована під систему d20, яку анонсували ще у 2002. Продажі були хорошими, проте відгуки – змішаними. 
Під це видання було перевипущено нові версії Centauri Knights та Uresia. Також у системі d20 з’явилася Mecha d20, та декілька Ultimate Fan Guides за найвідомішими аніме-серіалами, наприклад: Хеллсінг, Рубаки, Триган.
Пізніше, у 2004 році, опублікували перероблену редакцію цієї версії. Однак через помилки під час вичитування й друку фінальна опублікована версія не містила повного набору запланованих виправлень. Президент компанії, Марк С. Маккіннон, виступив із публічним поясненням і вибаченням, а також запропонував повернення коштів покупцям, які залишилися незадоволені придбаною книгою.

## Третя редакція BESM
Третя редакція BESM планувалася до випуску у квітні 2006 року, після того як Марк С. Маккіннон оголосив про перенесення дати релізу з початкового терміну — літа 2005 року. На той момент планувалося, що третє видання вийде у трьох варіантах: BESM Third Edition (deluxe) — розширене видання, BESM Third Edition (standard) — стандартне видання, Vanilla BESM — недорога й спрощена версія, створена для ознайомлення з грою тих, хто раніше не грав у рольові ігри.

1 серпня 2006 року Маккіннон оголосив, що компанія Guardians of Order припиняє свою діяльність. Один із фрилансерів, Джеймс Лоудер, із яким Марк МакКіннон не виконав контрактні зобов’язання, так підсумував свою реакцію:
«Марк продовжував замовляти нову роботу в людей, уже знаючи, що компанія приречена, і коли все пішло шкереберть, він або свідомо вводив нас в оману, або просто відмовлявся з нами спілкуватися. У нього були можливості виправити ситуацію — і ці можливості не потребували від нього жодних витрат — але він свідомо ними не скористався».
Ці слова публічно підтвердив письменник Джордж Мартін, за франшизою якого була випущена гра: компанія не відповідала на його запити кілька місяців ні за телефоном, ні поштою.
9 вересня 2006 року компанія ArtHaus Games (чиї видання публікує White Wolf Publishing) оголосила, що придбала права на цю рольову гру. В оголошенні зазначалося, що компанія «дуже впевнена», що реліз вийде в січні 2007 року, і підтверджувалося, що ті, хто зробив передоплату, «у надійних руках», хоча при цьому ArtHaus не взяла на себе зобов’язань і боргів Guardians of Order.
Третє видання BESM було видане ArtHaus 24 січня 2007 року. У цій версії було змінено механіку системи Tri-Stat: замість принципу «кинути менше» було запроваджено «кинути більше та досягти цільового числа», як у багатьох інших системах. Книга мала формат 8,5 × 11 дюймів і містила кольорові ілюстрації. Однак розширене (Deluxe) видання не було випущене, і ArtHaus не оголосили планів щодо майбутніх релізів, зокрема раніше анонсованого Vanilla BESM.

## Четверта редакція BESM
29 квітня 2019 року компанія Dyskami Publishing Company оголосила, що уклала глобальну ліцензійну угоду з White Wolf Entertainment на створення нового видання BESM. Нову редакцію мав написати та оновити оригінальний автор гри — Марк С. Маккіннон, який також є засновником Dyskami. Видання планувалося у співпраці з видавцем настільних ігор Japanime Games.
Окрім звичайного (regular) і делюкс-видання (deluxe) четвертого видання BESM, Dyskami також оголосила про плани видати спрощену базову версію гри під назвою BESM Naked. Це мала бути повноцінна, самостійна альтернативна редакція, яка повністю сумісна з BESM Fourth Edition, але призначена як вступний продукт («gateway product»). Після успішної кампанії на Kickstarter, 23 грудня 2019 року Dyskami надала бекерам повні PDF-файли кількох продуктів лінійки BESM Fourth Edition, включаючи: основні правила, версію Naked, екран майстра гри, пригоди, зошит персонажів (character folio) та зразки персонажів.
У січні 2020 року лінійку BESM Fourth Edition було відправлено до друку, а глобальний реліз для споживачів і ритейлерів відбувся у жовтні 2020 року. У грудні 2020 року відбулася друга кампанія на Kickstarter, яка ознаменувала випуск шести додаткових ігрових доповнень, зокрема книги BESM Extras, присвяченої варіативним правилам та розширеним механікам гри. 
Щоб підтримати цифровий запуск BESM Fourth Edition, Dyskami також оголосила під час кампанії Kickstarter про плани запустити програму користувацького контенту у PDF-форматі на DriveThruRPG під назвою Tri-Stat Emporium. Назва є відсилкою до універсальної системи Tri-Stat System, яка застосовується в усіх виданнях BESM. Tri-Stat Emporium було запущено 8 червня 2020 року.

### Відгуки
З самого початку багато критики було зосереджено на поверненні Марка С. Маккіннона. У 2006 він залишив без оплати своїх кредиторів, включаючи низку фрілансерів (яким так і не заплатили) та виробників ігор невеликих видавництв (які вже заплатили компанії за розповсюдження  продуктів). Він не тільки повернувся до створення ігор та й ще розпочав збір коштів на Kickstarter під брендом новостворюваної компанії  Dyskami Publishing Company. Це була його не перша скандальна компанія, до цього у 2013-му він намагався запустити проект, користуючись візуальними матеріалами за які він так і не заплатив.
Після виходу гравці відмічали, що нова редакція BESM є здебільшого  доопрацьованою версією третьої, з покращеною математикою в системі очок на етапі створення персонажа. Але є кілька дивних рішень у параметрів атрибутах, що при зростанні здаються не узгодженими з іншими. Бої персонажів проти машин/мехів прописані недостатньо добре і  мають проблеми балансу через те, що рейтинг броні також дорівнює хітпоінтам для об’єктів. Також покупці зазначали, що придбали нову редакцію BESM під впливом ностальгії, проте станом на 2020 існує набагато кращі спрощенні системи для настільних ігор у антуражі аніме. 

## Публікації

### Основні книги з правилами:
- 1997 – Big Eyes, Small Mouth First Edition
- 2001 – Big Eyes, Small Mouth Second Edition (Друга редакція)
  - Big Eyes, Small Mouth Revised Second Edition
  - Big Eyes, Small Mouth Retro Second Edition (як звичайне м’яке видання, так і тверде колекційне)
- 2007 – Big Eyes, Small Mouth Third Edition (Третя редакція)
- 2020 – BESM Fourth Edition (Четверта редакція, як у звичайному виданні, так і у обмеженому)
  - BESM Naked (Fourth Edition): спрощена версія 4-ї редакції

### Розширення (для Першої та Другої редакції)
- Big Eyes, Small Mouth Fast Play Rules: A free guide for Tri-Stat System RPG.
- Hot Rods and Gun Bunnies: Action-adventure guide.
- Big Robots, Cool Starships
- Centauri Knights: A hard science future campaign.
- BESM GM Screen
- Cute and Fuzzy Seizure Monsters/Cute and Fuzzy Cockfighting Seizure Monsters: Guide for Pet Monster Trainers and Pet Monster.
- Big Ears, Small Mouse: American animation and comic guide.
- BESM Character Diary: A mecha design and combat supplement for BESM First Edition and the Tri-Stat System.
- BESM Fantasy Bestiary: Fantasy campaign guide.
- BESM Dungeon: Dungeon hack style guide.
- BESM Space Fantasy: Space action and romance guide.
- Cold Hands, Dark Hearts: Gothic horror theme guide.

### Розширення (Четверта редакція)
- BESM Extras: optional and expanded rules
- BESM Multiverse: official multi-genre setting book
- BESM Game Screen: includes an adventure
- BESM Character Folio: enhanced character sheets
- BESM Primer: Introductory fast-play rules
- BESM Ikaris: epic fantasy world setting sourcebook
- BESM Uresia – Grave of Heaven: irreverent fantasy world setting sourcebook
- BESM Dramatis Personae: NPC collection
- BESM Denizens of the Multiverse Deck: accessory deck for NPCs and monsters
- BESM Adventures – Volume #1: introductory scenario
- BESM Tokyo Sidekick: NPC collection from the Tokyo Sidekick board game
- BESM 2D-Animinis: cardboard standees
- BESM Dice Tower: cardboard constructible dice tower and two neoprene dice trays
- BESM Dice: eight six-sided dice

### BESM d20
Це серія для системи D20 з темою BESM.
- BESM d20 Revised Edition
- Uresia: Grave of Heaven d20: A fantasy campaign.
- BESM d20 Monstrous Manual
- BESM d20 Character Folio
- Centauri Knights d20: A hard science future campaign.
- BESM d20 Advanced Magic: Magic system supplemental.